# Marek Koniarek
Marek Krzysztof Koniarek (ur. 29 maja 1962 w Katowicach) – polski piłkarz i trener piłkarski.
W latach 1986–1987 reprezentant Polski w piłce nożnej. Zdobywca Pucharu Polski w sezonie 1985/1986 z GKS Katowice, król strzelców pierwszej ligi piłkarskiej w sezonie 1995/1996 i mistrz Polski w sezonie 1996/1997 z Widzewem Łódź. Członek Klubu 100, klasyfikacji uwzględniającej piłkarzy, którzy strzelili co najmniej sto bramek w polskiej najwyższej klasie rozgrywkowej. Z dorobkiem 65 goli drugi najlepszy strzelec w historii Widzewa Łódź.

## Kariera klubowa
Swoją piłkarską karierę rozpoczął w Siemianowiczance Siemianowice Śląskie, gdzie grał przez dwa i pół sezonu od 1980 r. do jesieni 1982 r. Wiosną 1983 r. trafił do Szombierek Bytom, gdzie rozegrał 21 spotkań, strzelając 3 bramki. W sezonie 1984/1985 przeszedł do GKS Katowice, gdzie grał do jesieni 1988 r., zdobywając Puchar Krajowy w sezonie 1985/1986. W GKS rozegrał 106 spotkań, strzelając 29 bramek. Następnie przeszedł do występującego w lidze niemieckiej Rot-Weiss Essen, rozgrywając w nim 37 spotkań, strzelając 4 bramki w sezonach 1988/1989-1990/1991. Jesienią 1991 r. grał w Zagłębiu Sosnowiec, gdzie rozegrał 13 meczów i zdobył 4 bramki. Wiosną tego samego sezonu (1991-1992) trafił do Widzewa Łódź, gdzie przez dwa sezony (do jesieni 1993 r.) zagrał w 68 spotkaniach i zdobył 35 goli. Z Widzewa, Koniarek przeniósł się do ligi austriackiej, gdzie najpierw reprezentował Wiener SC, rozgrywając przez rundę wiosenną 16 spotkań i strzelając 8 bramek, a w sezonie 1994/1995 związał się z VSE St. Pölten, dla którego zdobył 8 bramek. W sezonie 1995/1996 powrócił do Widzewa Łódź, z którym odniósł największe sukcesy w swej karierze. W sezonie 1995/1996 zdobył wraz z Widzewem mistrzostwo Polski i został królem strzelców z dorobkiem 29 bramek (4. wynik w historii polskiej ekstraklasy). Łącznie przez dwa sezony rozegrał w barwach Widzewa 38 meczów i zdobył 30 bramek (łącznie 65 bramek dla tego klubu, najlepszy strzelec w dziejach Widzewa). W sezonie 1996-1997 powrócił do ligi austriackiej, gdzie trafił do SK Vorwärts Steyr. Jesienią 1997 r. przeszedł do Wisły Kraków, w której zagrał w 12 meczach, nie strzelając żadnej bramki. Z Wisły przeszedł do GKS Katowice wiosną 1998 r. W tym sezonie zagrał w 13 spotkaniach i zdobył 3 gole. W sezonie 1998-1999 zakończył karierę zawodniczą. Łącznie w polskiej lidze rozegrał 271 spotkań i zdobył 104 bramki. 

## Kariera reprezentacyjna
W reprezentacji Polski wystąpił w dwóch spotkaniach, strzelając jednego gola. 
| l.p. | Data              | Miejsce          | Przeciwnik | Rezultat | Rozgrywki  | Grał   | Akcje        |
| ---- | ----------------- | ---------------- | ---------- | -------- | ---------- | ------ | ------------ |
| 1.   | 12 listopada 1986 | Warszawa, Polska | Irlandia   | 1:0      | towarzyski | 90'    | Gol          |
| 2.   | 18 marca 1987     | Rybnik, Polska   | Finlandia  | 3:1      | towarzyski | od 46' | Żółta kartka |

## Kariera trenerska
Jako I trener GKS Katowice debiutował w przedostatniej kolejce sezonu 1997/1998, w sezonie 1998/1999 spadł z katowicką drużyną do II ligi, prowadził ją jeszcze w rundzie jesiennej sezonu 1999/2000. Później w kilku spotkaniach w sezonie 2000/2001 był pierwszym trenerem Widzewa Łódź. Był także trenerem Włókniarza Kietrz i Ruchu Radzionków. W rundzie wiosennej sezonu 2004/2005 objął posadę trenera Górnika Polkowice, którą stracił pod koniec roku 2005. Od 9 lipca do 27 grudnia 2007 był trenerem III-ligowego Rozwoju Katowice. Od marca 2010 roku był trenerem LZS Piotrówka (zespołu grającego w IV lidze – grupa opolska), zastąpił trenera Grzegorza Wagnera. W 2012 roku rozpoczął trenowanie Hetmana Katowice (zespołu grającego w Klasie A - 7. poziom rozgrywek).
Od 23 marca 2015 trener KS Rozwój Katowice, przy kopalni węgla kamiennego KWK Wujek.

## Życie społeczne
Startował w wyborach do Rady Miasta Katowice w 2010 roku z ramienia Ruchu Autonomii Śląska, uzyskał 310 głosów (2,45%) i nie zdobył mandatu.